# 碧南堂
亚庇碧南堂（英語：K.K. Buddhist Peak Nam Toong Mission）是一座位于马来西亚沙巴亚庇3号昙花街住宅区内的寺庙。寺庙旧址坐落在本坡丹容亞路、甘光巴魯海上村。

## 历史
寺庙始建于1970年，并于1982年进行修缮，庙宇守护神从中国福建省安溪运来。

## 建筑景观
庙内墙壁上绘有彩色图画，其中有四大天王壁画。除了主祈祷楼外，庙内还有一座九层宝塔和一座八角形天宫，供奉着玉皇大帝。